# Albū Ḩeşār
Albū Ḩeşār (persiska: Majīd, آلبو حصار, مجید) är en ort i Iran.   Den ligger i provinsen Khuzestan, i den västra delen av landet, 600 km söder om huvudstaden Teheran. Albū Ḩeşār ligger 9 meter över havet och antalet invånare är 625.
Terrängen runt Albū Ḩeşār är mycket platt. Runt Albū Ḩeşār är det ganska tätbefolkat, med 54 invånare per kvadratkilometer. Närmaste större samhälle är Shādegān, 5,0 km söder om Albū Ḩeşār. Trakten runt Albū Ḩeşār är ofruktbar med lite eller ingen växtlighet.